# Козловка (Тотемский район)
Козловка — деревня в Тотемском районе Вологодской области.
Входит в состав Калининского сельского поселения, с точки зрения административно-территориального деления — в Калининский сельсовет.
Расстояние по автодороге до районного центра Тотьмы — 16 км, до центра муниципального образования посёлка Царёва — 9 км. Ближайшие населённые пункты — Игначево, Ленино, Рязанка.
По переписи 2002 года население — 12 человек.